# 택일적 고의
택일적 고의(擇一的 故意, dolus alternativus)란 결과발생은 확정적이나 객체가 택일적이어서 둘 가운데 하나의 결과만 일어날 수 있는 경우의 고의를 말하는 형법의 용어이다. 예를 들어, 함께 있는 두 사람 갑, 을에 대하여 정확히 누군지는 알 수 없으나 둘 중 하나는 맞을 것을 인식하고 돌을 던지는 것이 있다.

## 같이 보기
- 개괄적 고의